# Patrik Huber
Patrik Huber (* 21. Oktober 2002 in Pécs, Ungarn) ist ein österreichischer Eiskunstläufer, der in den Disziplinen Einzellauf und Eistanzen startet.

## Leben
Patrik Huber wohnt mit seiner Familie im Außerfern in Tirol. Seine Mutter stammt aus Ungarn, sein Vater aus Österreich, daher ist er sowohl ungarischer als auch österreichischer Staatsbürger.

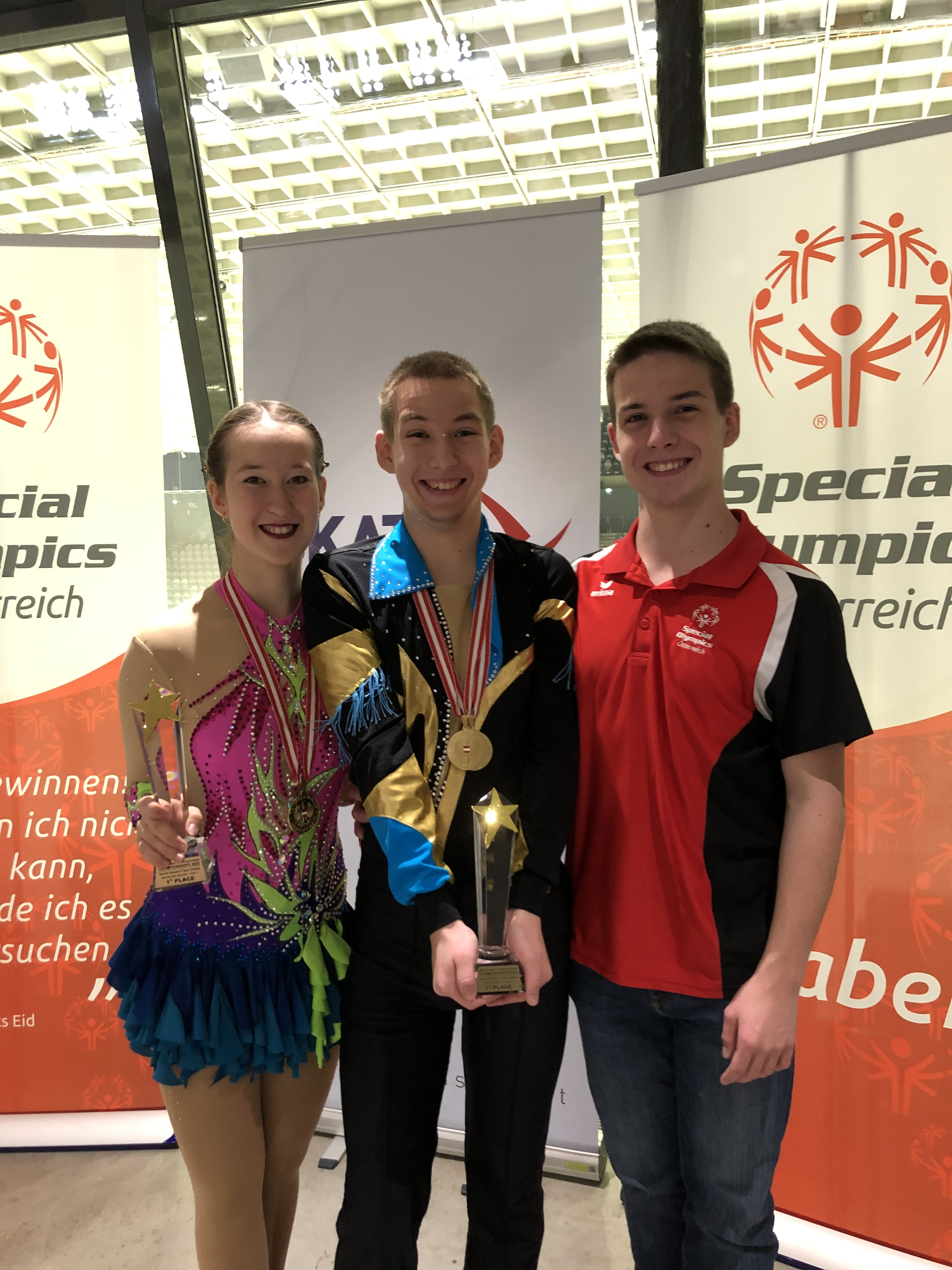
Corinna, Dominik & Patrik Huber

Er ist zusammen mit seiner Schwester und seinem Bruder bekannt als "die Eislauf-Drillinge". Er startet für den Eiskunstlaufverein Ausserfern (EKA) und ist sowohl Athlet als auch Trainer. 2019 belegte er den Übungsleiterkurs (C-Trainer) im Eiskunstlauf und 2023 absolvierte er die Ausbildung zum staatlich geprüften Instruktor (B-Trainer) im Eiskunstlauf.
Er absolvierte 2021 die Matura am BRG Reutte. Im Sommer 2021 trat Patrik seinen sechsmonatigen Grundwehrdienst als Heeressportler des österreichischen Bundesheeres an. Derzeit (Stand 2024) studiert er an der Universität Innsbruck.

## Karriere
Patrik Huber begann im August 2009 im Alter von sechs Jahren mit dem Eislaufen. Seither wurde er siebenfacher Tiroler Meister in der jeweiligen Altersklasse und zweifacher Tiroler Vize-Meister in der jeweiligen Alterskategorie, Österreichischer Schülermeister 2016 und Österreichischer Vize-Juniorenmeister 2021 im Einzellauf. Er war außerdem Gewinner des European Criterium 2016 sowie mehrfacher Teilnehmer beim Coppa Europa in Canazei, Italien und European Criterium. Er nahm an vielen nationalen und internationalen Bewerben teil.

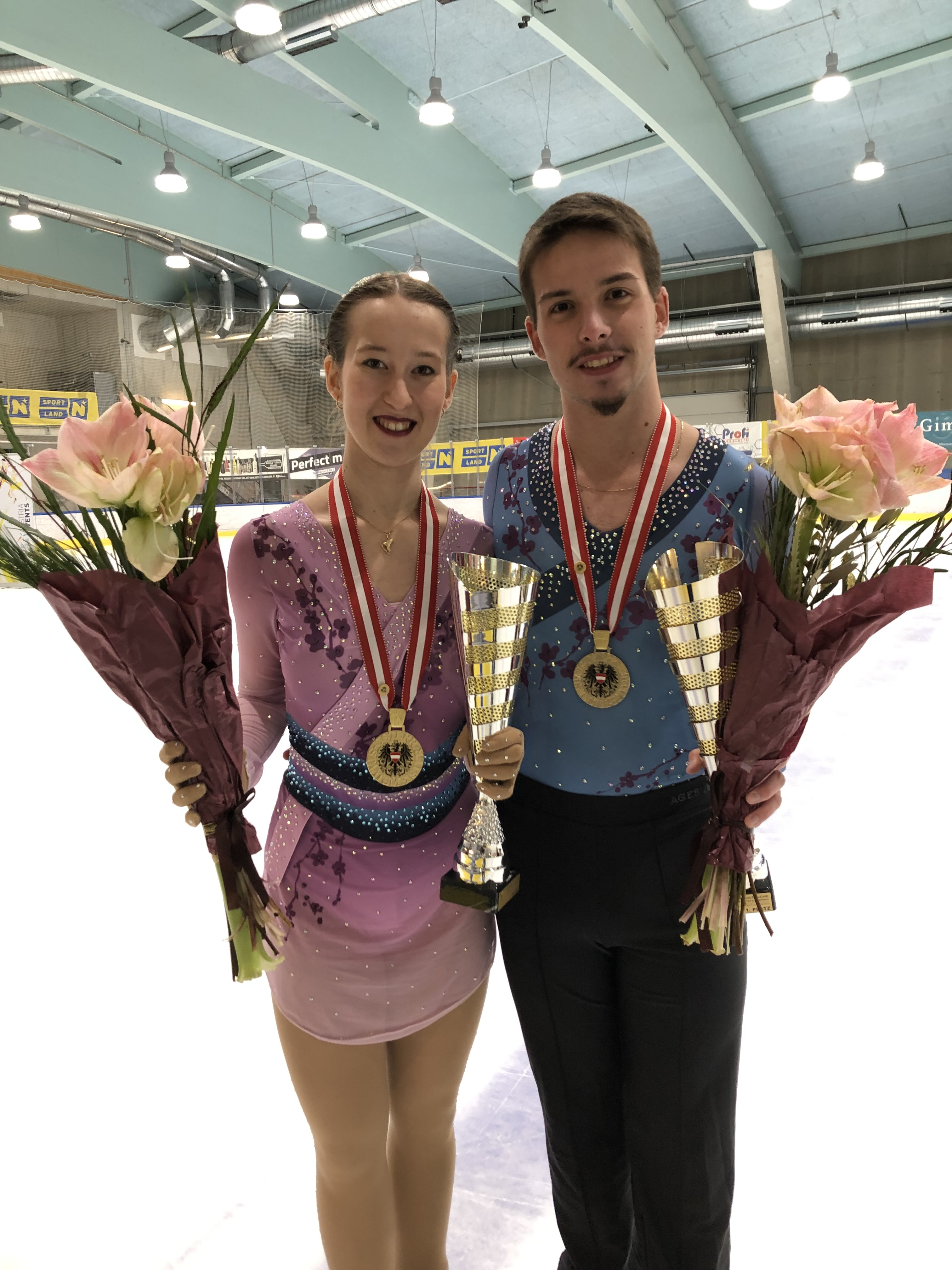
Corinna & Patrik Huber bei den Staatsmeisterschaften 2023

Im Oktober 2015 formte er zusammen mit seiner Drillingsschwester Corinna Huber das erste Tiroler Eistanzpaar. Zusammen treten sie bei nationalen sowie internationalen Wettbewerben an, sind Tiroler Landesmeister 2023 und 2024 und Österreichische Staatsmeister 2023, 2024 und 2025 in der Meisterklasse sowie zweifache österreichische Juniorenmeister (2021 und 2022) und österreichische Jugendmeister (2018) im Eistanzen. Sie nahmen außerdem beim ISU Junior Grand Prix 2018 und 2021 in Linz teil. Zudem gewannen sie die Silbermedaille bei den International Children’s Games (ICG) 2016 in Innsbruck. 2024 wurden sie zur Außerferner Mannschaft des Jahres gekürt. 